# Colegiata San Pedro (Lerma)

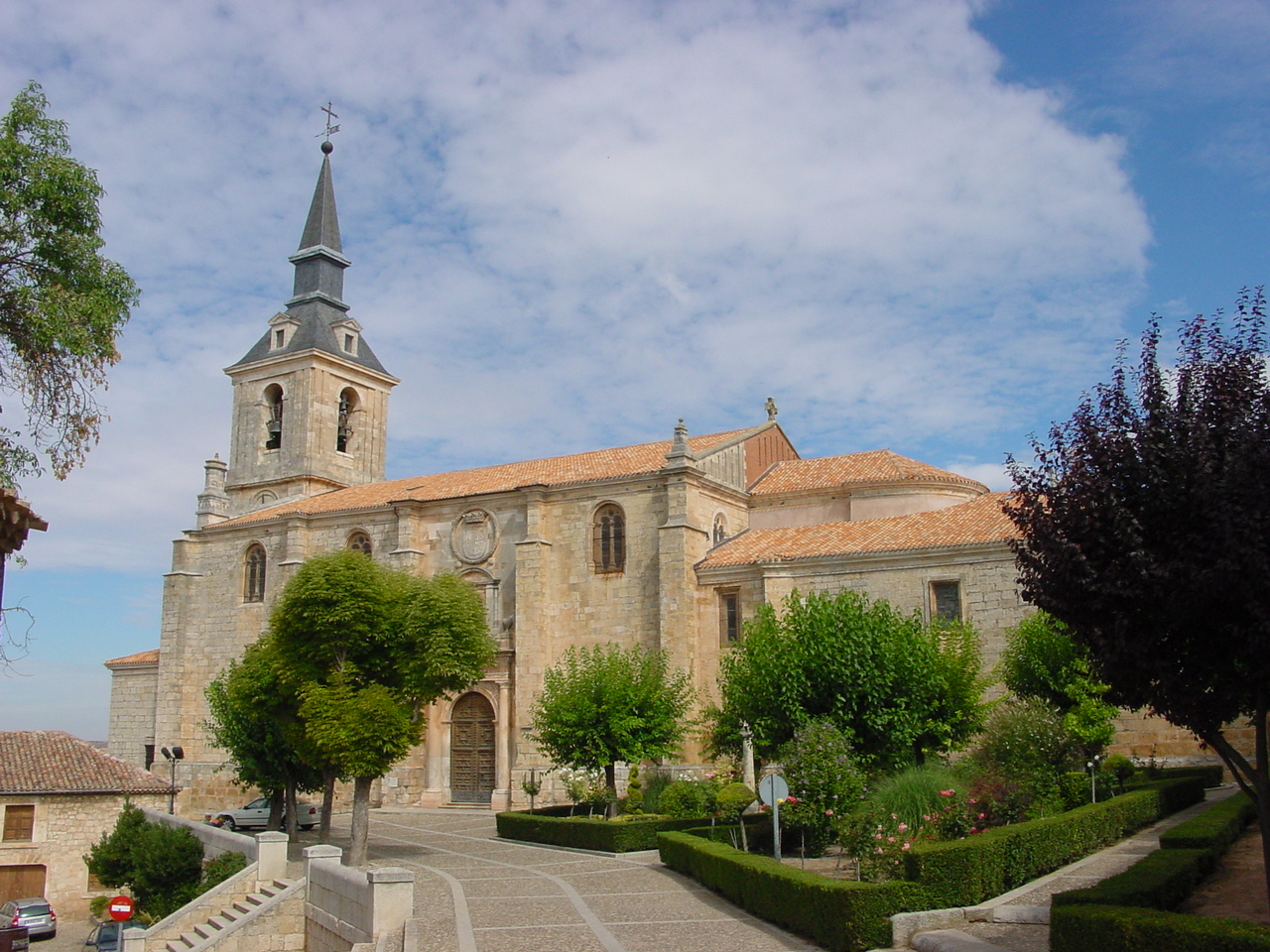
Kollegiatkirche San Pedro

Die römisch-katholische Colegiata San Pedro in der spanischen Gemeinde Lerma gehört zu den wichtigsten Bauten im Stil des Herrerianismo, der Ende des 16. und zu Beginn des 17. Jahrhunderts für das Zeitalter der Gegenreformation prägend war.

## Geschichte
Der Onkel von Francisco Gómez de Sandoval y Rojas (1553–1625), des Marqués von Denia und Herzogs (duque) von Lerma, war der vormalige Erzbischof von Sevilla, Cristóbal de Rojas y Sandoval (1502–1580). Dieser hatte noch zu Lebzeiten mit seiner Idee, Lerma, denn hier wollte er beigesetzt werden, mit einer großen Kollegiatkirche auszustatten, seinen Neffen angesteckt; entsprechende Geldmittel waren sicherlich auch vorhanden und so griff dieser – etwa zwanzig Jahre nach dem Tod seines Onkels als nunmehriger Herzog von Lerma – den Gedanken auf. Er wählte die kleine Pfarrkirche San Pedro als geeignetes Objekt für den notwendigen Abriss und anschließenden Neubau; ihr Patrozinium blieb jedoch bestehen. Eine Verfügung Papst Pauls V. mit dem Namen nullius diocesis bestätigte im Jahre 1606 die Unabhängigkeit der Kollegiatkirche vom Erzbistum Burgos und ihre direkte Unterstellung unter den Heiligen Stuhl.

## Architektur

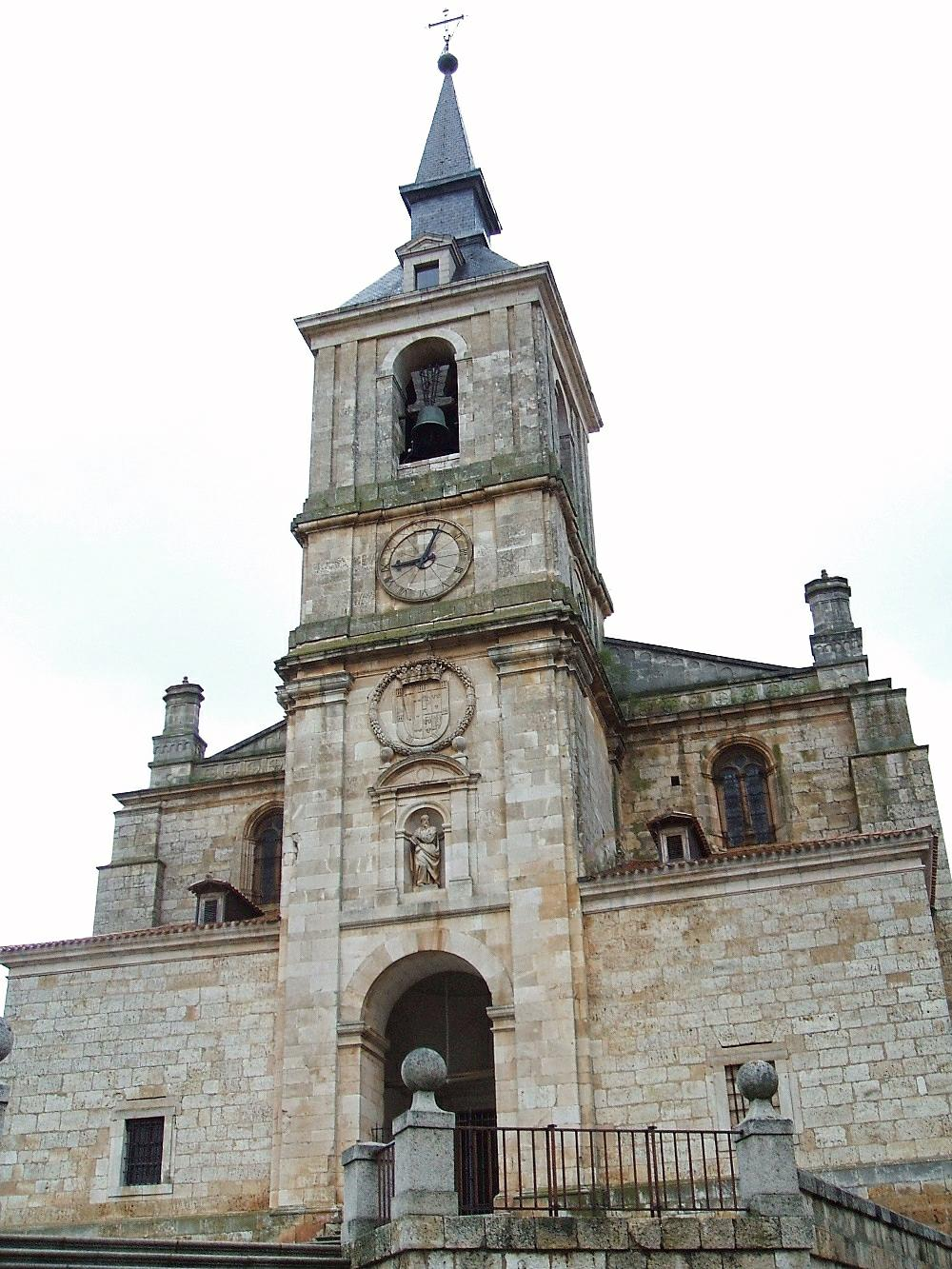
Kollegiatkirche – Fassade

### Fassade
Die Baupläne stammen von dem Mönchsarchitekten Fray Alberto de la Madre de Dios, der sich am strengen Stil des Escorial orientierte und auf jegliche Art von Bauzier weitgehend verzichtete. Dennoch ist die eintürmige Fassade deutlich stärker durch vertikale Ecklisenen und horizontale Gesimse gegliedert als die des etwa 300 Meter entfernten Herzogspalasts (Palacio Ducal de Lerma): Über dem schlichten Rundbogen des Eingangsportals findet sich eine Nische mit der Statue des Apostels Petrus; diese wird überhöht von einem Blendgiebel in Lünettenform mit zwei seitlichen Kugeln, die den Aufsatz für ein steinernes Familienwappen bilden, das von einem Blumen- und Früchtekranz gerahmt wird.
Ein weiteres, ähnlich gestaltetes aber turmloses Eingangsportal findet sich auf der Südseite des Bauwerks, wo sich der ehemalige Klausurbereich mitsamt seinem Kreuzgang (claustro) befand. Letzterer ist möglicherweise im Rahmen der Desamortisation der spanischen Kirchengüter im Jahre 1835 abgerissen worden.

### Innenraum
Die dreischiffige Kirche ist innen knapp 68 Meter lang und 23 Meter breit. Das Mittelschiff und die beiden Seitenschiffe sind etwa gleich hoch (ca. 15,50 Meter) und von komplizierten Sterngewölben im Stil der Spätgotik überwölbt, deren Schlusssteine als Wappen und Blumen gestaltet sind.

### Ausstattung

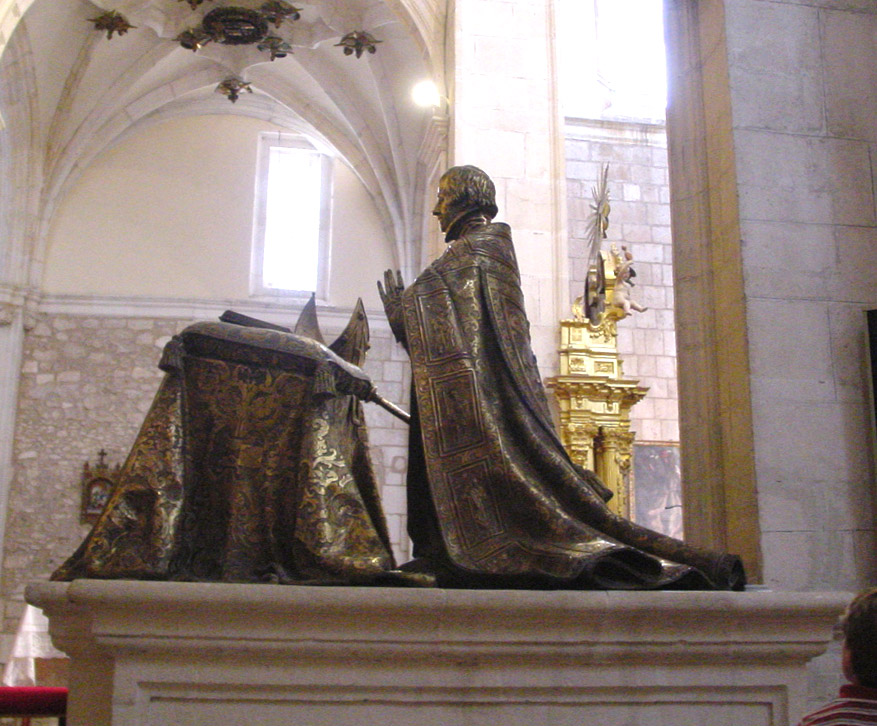
Bronzefigur

Auf einem Sockelpodest im nördlichen Querhausarm findet sich die annähernd lebensgroße kniende Statue des Stifters Don Cristóbal de Rojas y Sandoval vor einem Lesepult, das von einer reichgeschmückten Decke und einem Kissen bedeckt ist, auf welchem sich eine aufgeschlagene Bibel befindet. Das Haupt des Stifters ist unbedeckt; die Hände sind zum Gebet gefaltet. Zur Rechten der Stifterstatue sind Bischofsstab und -mütze abgelegt. Die Figur des Stifters wie auch alle Gegenstände sind aus reliefierten dünnen Bronzeblechen gefertigt, die so bearbeitet und miteinander verlötet wurden, dass alles wie aus einem Guss gefertigt zu sein scheint. Die Figur steht in direktem künstlerischen und handwerklich-technischen Bezug zu den ähnlich gestalteten Stifterporträts in der Kirche des Escorial und stammt wahrscheinlich aus der Werkstatt Juan de Arfes. Der Herzog von Lerma ließ sie möglicherweise bereits im Jahr 1608 in die alte Pfarrkirche überführen.
Beachtlich sind ebenso ein vielsitziges Chorgestühl (sillería) aus der Zeit um 1615 und das große goldgefasste Altarretabel im Chorbereich – es war jedoch in der ursprünglichen Planung nicht vorgesehen und wurde erst gegen Ende des 17. Jahrhunderts eingefügt. Es ist in den üppigen Stilformen des spanischen Barock gearbeitet und steht – ebenso wie die beiden kleinen Altäre vor den beiden Querhauspfeilern am Ende des Mittelschiffs – in deutlichem Kontrast zu den klaren Linien der Architektur. Künstlerisch und historisch bedeutsam sind auch die beiden gegenüberliegenden Orgeln aus der Zeit um 1615–1617; sie sind möglicherweise die ältesten auf der Iberischen Halbinsel. In der Sakristei der Kirche finden sich weitere Kunstschätze, darunter ein kostbarer quadratischer Intarsientisch – ein Geschenk Pauls V. aus Italien. Das älteste Ausstattungsstück ist ein romanisches Taufbecken aus dem 13. Jahrhundert; sein Dekor ist wenig sakramental – in üppigem Blattwerk, das vielleicht auf den Baum des Lebens Bezug nimmt, finden sich Zentauren, Löwen, Greifen und andere Vögel.

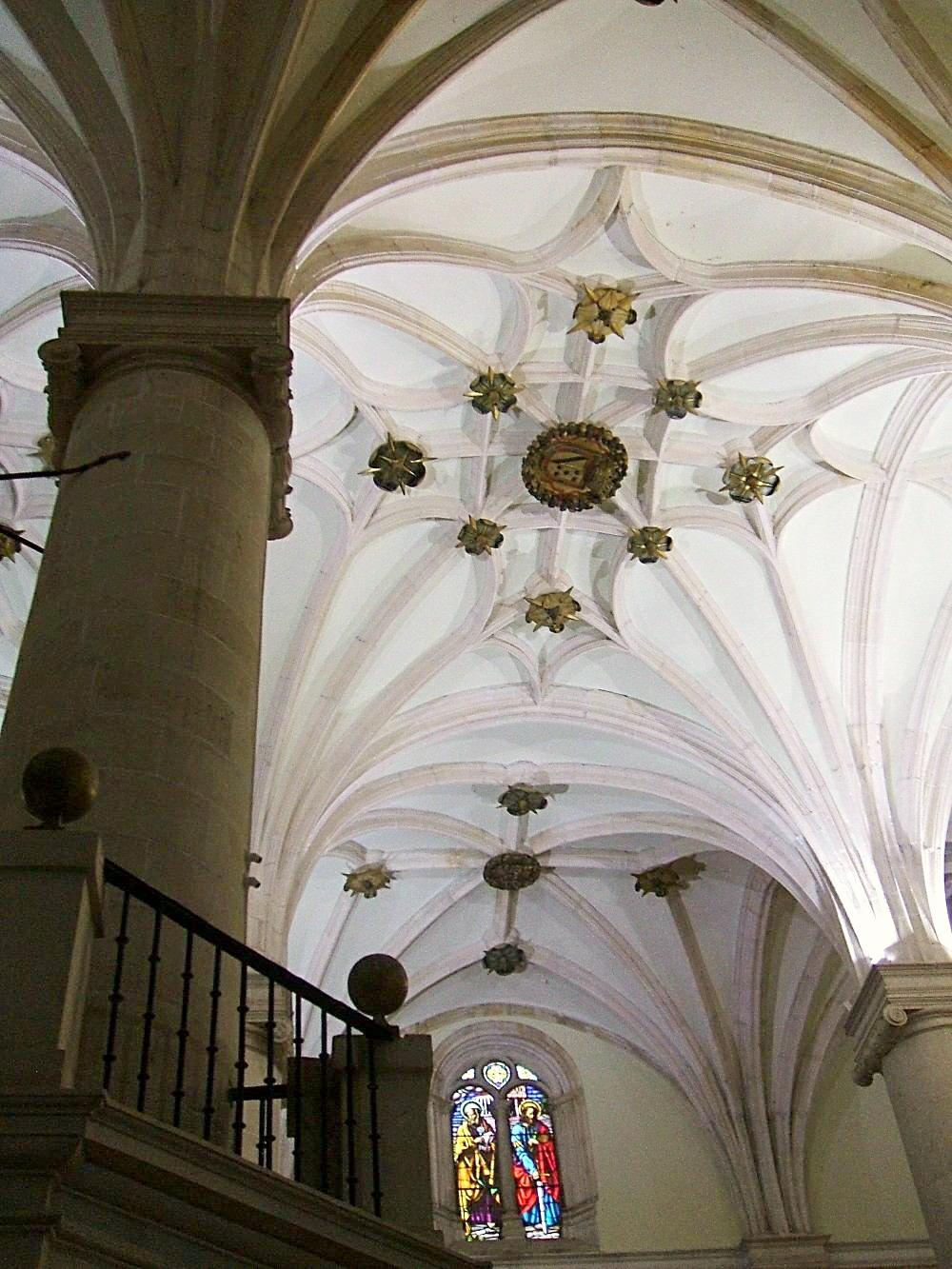
Sterngewölbe
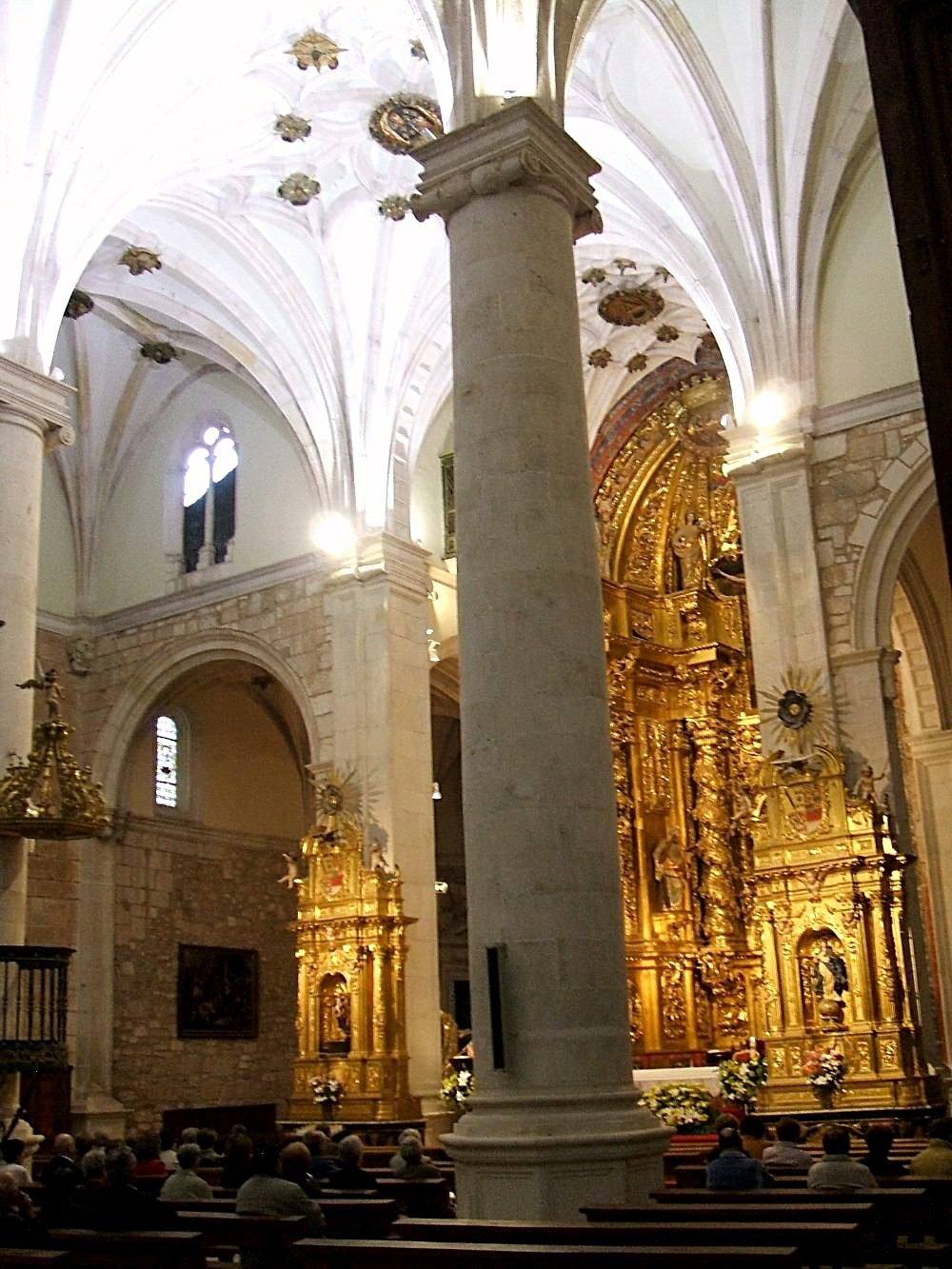
Mittelschiff und Chor mit Altarretabel
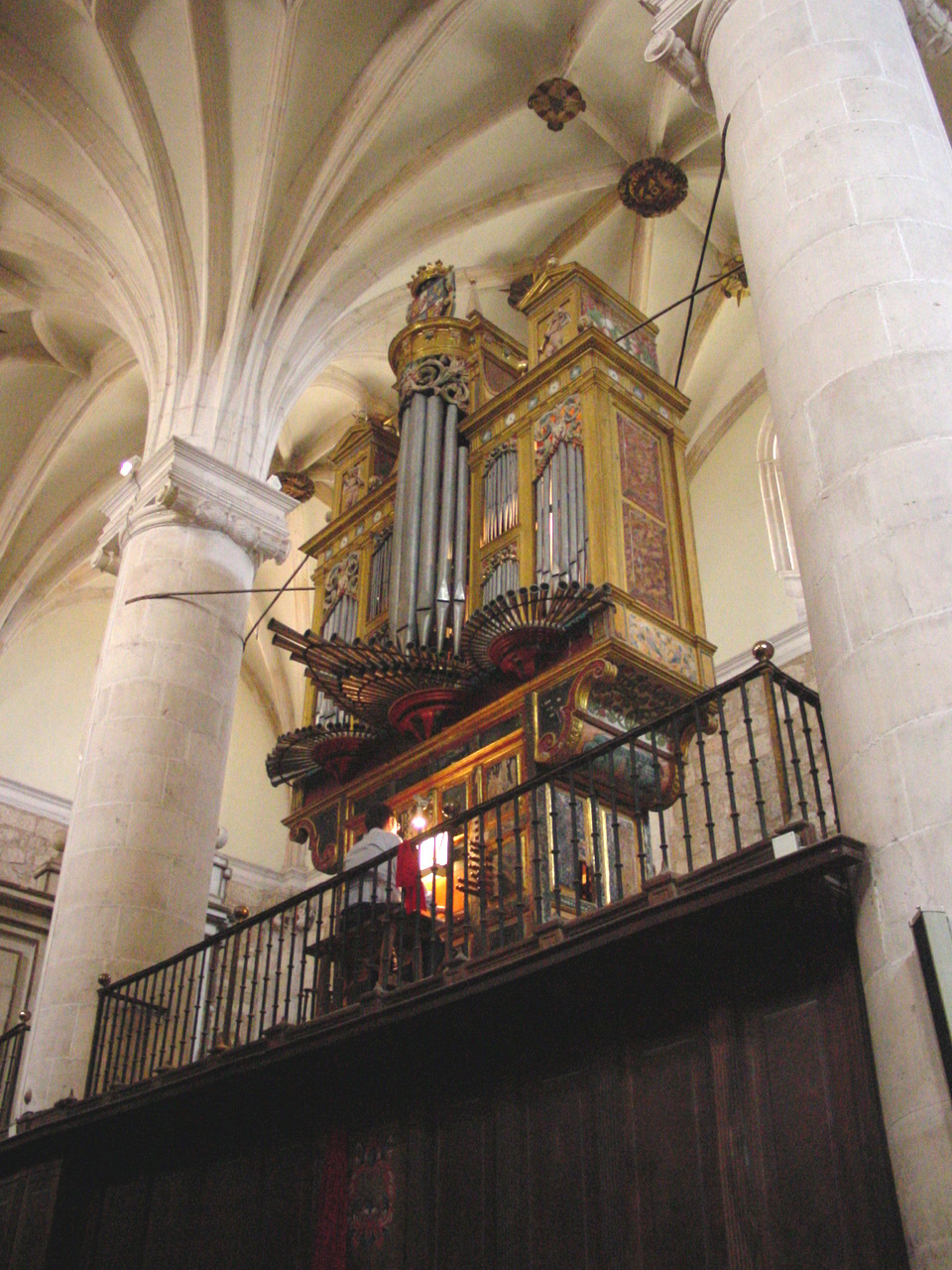
Orgel (1615/6)
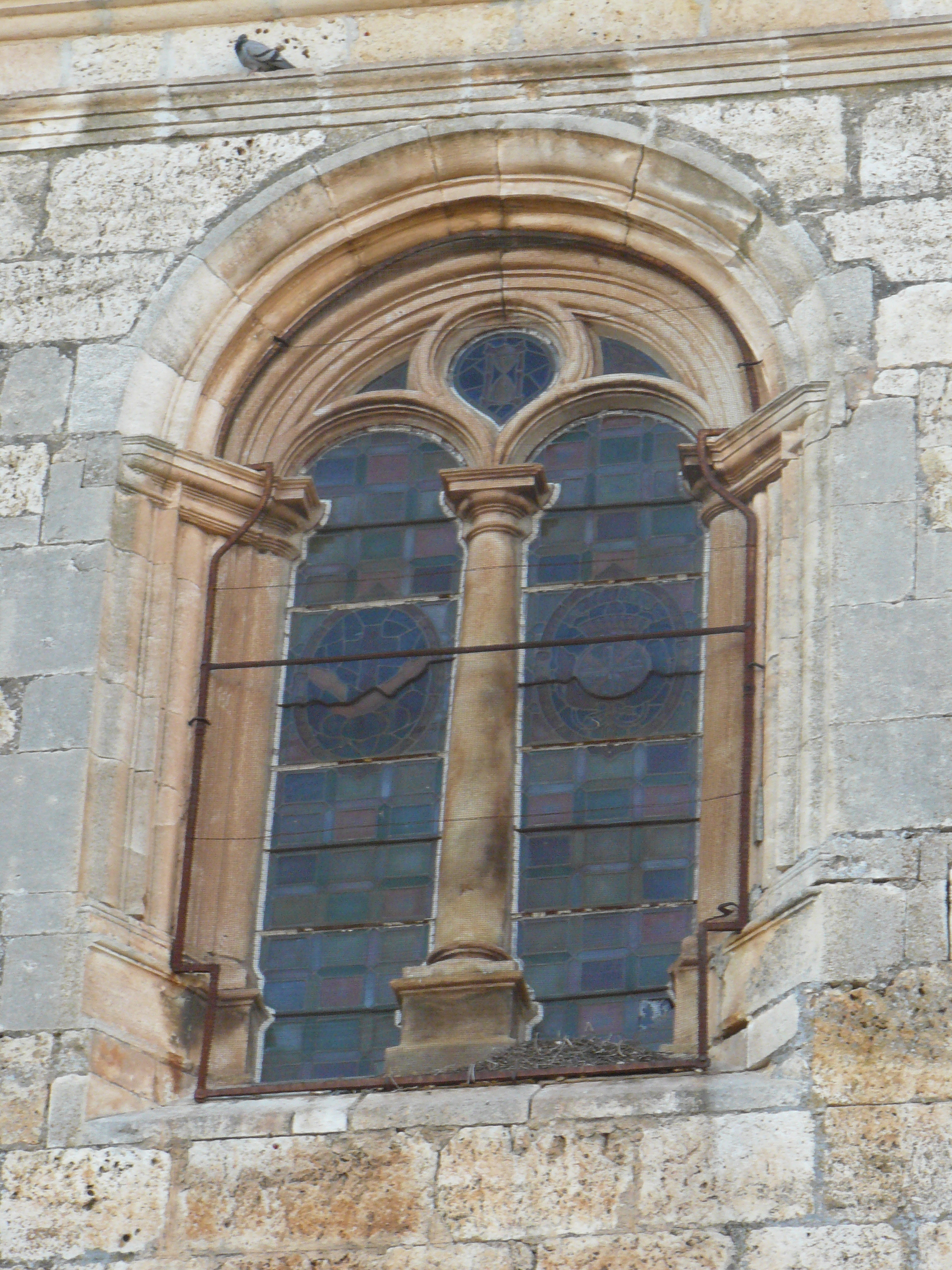
Renaissance-Maßwerkfenster

## Besichtigung
Die Besichtigung der Kirche ist nur im Rahmen einer Führung durch das örtliche Touristenbüro (oficina del turismo) möglich.